# Leo Normet
Leo Normet (eigentlich Leopold-Bruno Normet; * 17. September 1922 in Pärnu; † 27. Dezember 1995 in Tallinn) war ein estnischer Komponist, Musiktheoretiker und Musikpädagoge.

## Leben und Werk
Leo Normet gehörte während des Zweiten Weltkriegs staatlichen Künstlerensembles der Estnischen Sozialistischen Sowjetrepublik an. 1950 schloss er sein Studium der Komposition am Staatlichen Tallinner Konservatorium bei Heino Eller ab. Von 1948 bis 1957 war er Dozent an der Tallinner Musikschule und ab 1954 am Staatlichen Tallinner Konservatorium. 1991 erhielt er den Titel eines Professors.
Leo Normet ist einem größeren Publikum vor allem durch seine Sendungen im estnischen Radio und Fernsehen bekannt geworden. Zu seinen bekanntesten Musikkompositionen gehören die Opern Valgus Koordis (1955, nach einer Erzählung von Hans Leberecht) und Pirnipuu (1973), die Operetten Rummu Jüri (1954), Tuled kodusadamas (1958) und Stella Polaris (1961) sowie zahlreiche Liederzyklen.
Leo Normets besonderes Interesse galt der Musik von Jean Sibelius, über den er auch publizierte. Daneben veröffentlichte er weitere musiktheoretische Werke, unter anderem zur orientalischen Musik.

## Privatleben
Leo Normet war der Ehemann der estnischen Schriftstellerin Dagmar Normet (1921–2008).